# Mimotettix lateralis
Mimotettix lateralis är en insektsart som beskrevs av Walker 1857. Mimotettix lateralis ingår i släktet Mimotettix och familjen dvärgstritar. Inga underarter finns listade i Catalogue of Life.